# Cristoforo del Monte
Cristoforo Guidalotti Ciocchi del Monte (Arezzo, 1484 – Sant'Angelo in Vado, 27 oktober 1564) was een Italiaans prelaat in de 16e eeuw. Hij was kardinaal vanaf 1551. Hij was tweemaal bisschop van Cagli (1525-1550 en 1556-1564) en was bisschop van Marseille tussenin (1550-1556). In Marseille waren de politieke omstandigheden moeilijk.

## Levensloop

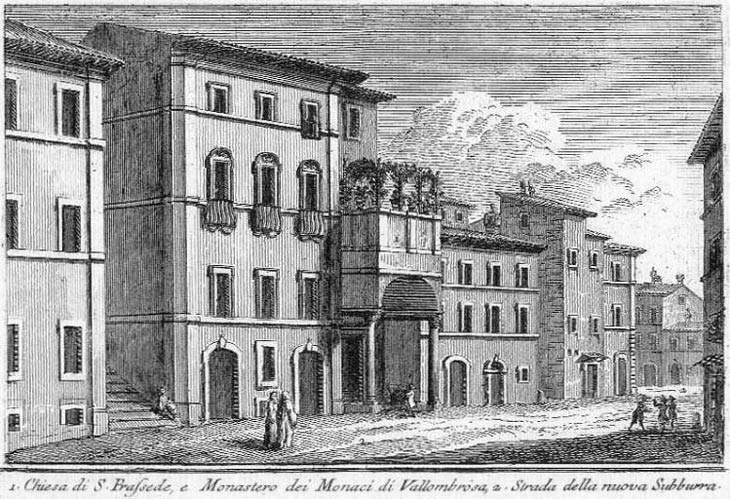
Basiliek van Santa Prassede in Rome. Titelkerk van kardinaal del Monte.

Del Monte werd geboren in Toscane, als zoon van Cecco di Cristofano Guidalotti, patriciër in Perugia, en Margherita Ciocchi del Monte. Zij was afkomstig van een patriciërsfamilie uit Monte San Savino in Toscane, wat in zijn naam terugkomt. De reden hiervan is dat na de dood van zijn vader en zijn oudste broer, del Monte naar Rome gestuurd werd. Tezamen met zijn drie andere broers en zus werd hij opgevoed bij kardinaal Antonio del Monte, een oom aan moederszijde. De kardinaal drong aan op het gebruik van zijn familienaam.
Del Monte behaalde in Rome het doctoraat in de beide rechten, doctor utriusque juris. Zijn oom bezorgde hem de post van aartspriester van Sant’Angelo in Vado, een plaatsje in de Kerkelijke Staat. 
In 1517 werd hij vereerd met het titulair bisdom Bethlehem, in feite de enclave in Clamecy in Frankrijk. Hiermee volgde hij zijn neef, Gaspare Antonio del Monte op. Dit titulair bisdom gaf hij terug toen hij bisschop van Cagli werd, eveneens gelegen in de Kerkelijke Staat (1525). Hij bestuurde dit bisdom gedurende 25 jaren.  
Zijn neef Giovanni Maria del Monte werd paus Julius III in 1550. De paus bezorgde hem het bisdom Marseille, tegen de zin van Hendrik II, koning van Frankrijk. Hendrik II had een eigen kandidaat voor Marseille en wilde geen pauselijke inmenging. Hendrik II plooide al snel en del Monte werd bisschop van Marseille. Del Monte verbleef niet vaak in Marseille. De paus bezorgde hem tevens de eretitel van patriarch van Alexandrië (1550-1552) en de kardinaalshoed (1551). Kardinaal del Monte ontving als titelkerk in Rome de Santa Prassede. Na de dood van zijn neef Julius III moest del Monte Marseille verlaten. Paus Paulus IV stuurde hem terug naar zijn eerste bisdom, het bisdom Cagli (1556). 
Bij de pausverkiezing, na de dood van Paulus IV, kreeg kardinaal del Monte alle 13 stemmen van de kardinalen van het Heilig Roomse Rijk achter zich. Geen enkele Franse kardinaal stemde voor del Monte. Uiteindelijk won een andere kardinaal de pausverkiezing: het werd Giovanni Angelo Medici of paus Pius IV. Pius IV kwam uit de gegoede familie de Medici in Toscane. Ook del Monte was een Toscaan. Paus Pius IV wenste del Monte niet meer in Rome te zien, zodat del Monte zich terugtrok in Sant’Angelo in Vado, waar zijn carrière ooit begon. Hij stierf er in 1564. ’s Anderendaags ontving paus Pius IV het bericht van zijn dood.